# Kensington (Maryland)

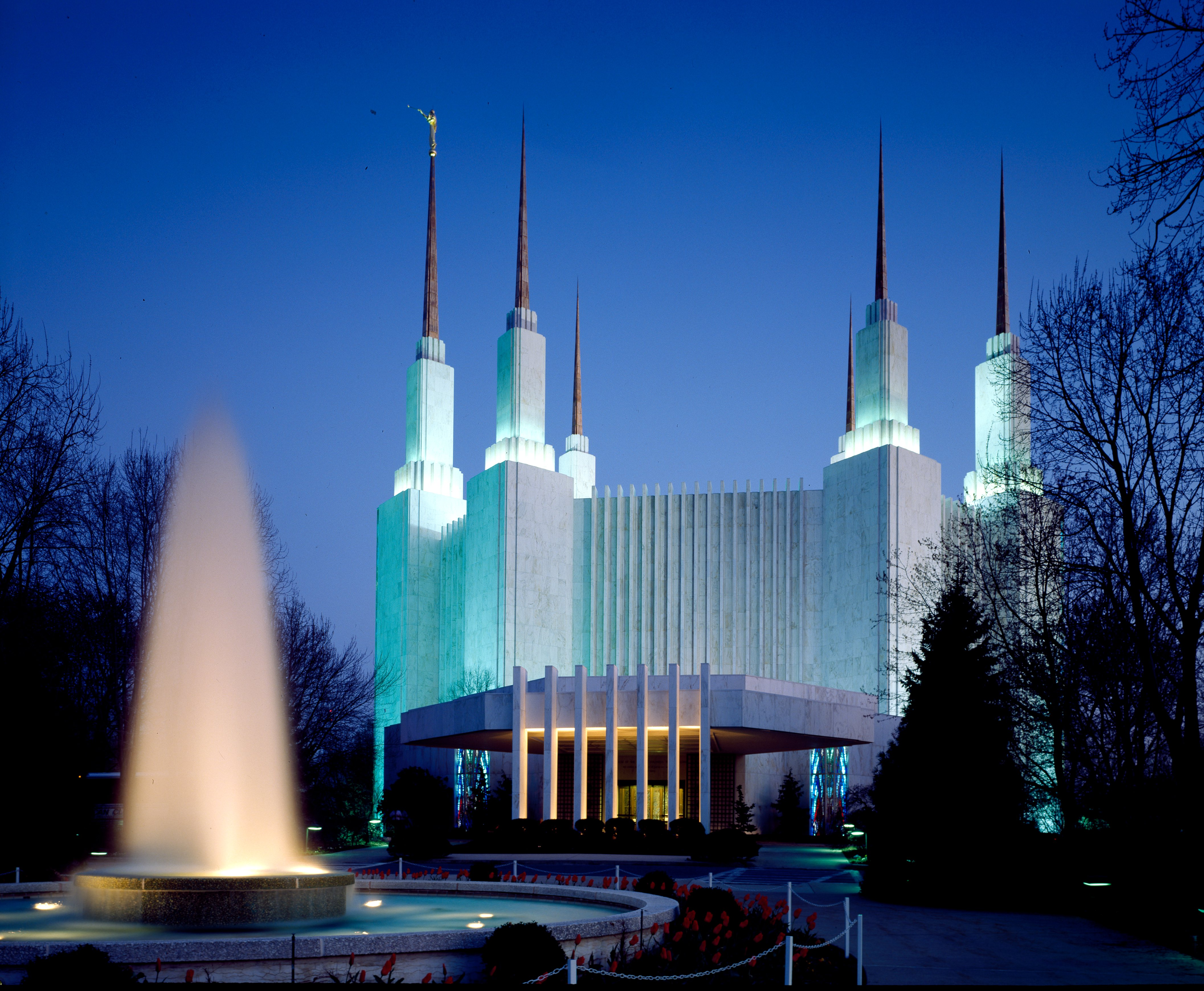
Templo mormón

Kensington es un pueblo situado en el condado de Montgomery, Maryland, Estados Unidos. Según el censo de 2020, tiene una población de 2122 habitantes.
Es básicamente una ciudad dormitorio donde residen trabajadores, generalmente de altos ingresos, que tienen sus empleos en Washington D. C.

## Geografía
La localidad está ubicada en las coordenadas 39°1′37″N 77°4′25″O / 39.02694, -77.07361 (39.026837, -77.07371).

## Demografía
Según la Oficina del Censo, en 2000 los ingresos medios de los hogares de la localidad eran de $76,716 y los ingresos medios de las familias eran de $96,394. Los hombres tenían unos ingresos medios de $65,804 frente a $41,364 para las mujeres. Los ingresos per cápita para la localidad eran de $35,919. Alrededor del 2.1% de la población estaba por debajo del umbral de pobreza.
De acuerdo con la estimación 2016-2020 de la Oficina del Censo, los ingresos medios de los hogares de la localidad son de $126,162 y los ingresos medios de las familias son de $191,875. Alrededor del 4.6% de la población está por debajo del umbral de pobreza.